# Novo Selo, Surdulica
Novo Selo (izvirno srbsko Ново Село) je naselje v Srbiji, ki upravno spada pod Občino Surdulica; slednja pa je del Pčinjskega upravnega okraja.

## Demografija
V naselju živi 84 polnoletnih prebivalcev, pri čemer je njihova povprečna starost 57,1 let (51,0 pri moških in 64,3 pri ženskah). Naselje ima 37 gospodinjstev, pri čemer je povprečno število članov na gospodinjstvo 2,16.
To naselje je popolnoma srbsko (glede na rezultate popisa iz leta 2002).
|  |

| Demografija | Demografija     | Demografija     |
| Leto        | Št. prebivalcev | Št. prebivalcev |
| ----------- | --------------- | --------------- |
|             |                 |                 |
|             |                 |                 |
|             |                 |                 |
|             |                 |                 |
| 1948        | 1159            |                 |
| 1953        | 1226            |                 |
| 1961        | 1149            |                 |
| 1971        | 967             |                 |
| 1981        | 397             |                 |
| 1991        | 169             | 169             |
| 2002        | 81              | 87              |
|             |                 |                 |

| Etnična sestava po popisu iz leta 2002 | Etnična sestava po popisu iz leta 2002 | Etnična sestava po popisu iz leta 2002 | Etnična sestava po popisu iz leta 2002 | Etnična sestava po popisu iz leta 2002 |
| -------------------------------------- | -------------------------------------- | -------------------------------------- | -------------------------------------- | -------------------------------------- |
| Srbi                                   | Srbi                                   |                                        | 87                                     | 100,0%                                 |
| Neznano                                | Neznano                                |                                        | 0                                      | 0,0%                                   |